# Richárd Bodó
Richárd Bodó (* 13. März 1993 in Mátészalka) ist ein ungarischer Handballspieler. Der 2,03 m große linke Rückraumspieler spielt seit 2016 für den ungarischen Erstligisten Pick Szeged und steht zudem im Aufgebot der ungarischen Nationalmannschaft.

## Karriere

### Verein
Richárd Bodó spielte in der Jugend für Vereine in Máteszalka, Nyíregyháza und Dunaújváros. Für Dunaferr SE debütierte er auch in der ersten ungarischen Liga. Im Jahr 2011 wechselte er zum Tatabánya KC. In den Spielzeiten 2014/15 und 2015/16 belegte er mit Tatabánya den dritten Platz in der Liga. Zudem war er mit 148 und 166 Toren bester Torschütze seiner Mannschaft. International nahm er fünfmal in Folge am EHF-Pokal teil.
Seit 2016 läuft er für Pick Szeged auf. Mit Szeged wurde Ungarns „Handballer des Jahres 2018“ dreimal Meister (2019, 2021 und 2022) und zweimal Pokalsieger (2019 und 2025). Außerdem nahm er jedes Jahr an der EHF Champions League teil, wo er mit Szeged 2017 und 2018 das Viertelfinale erreichte.

### Nationalmannschaft
In der ungarischen Nationalmannschaft debütierte Bodó bei der 24:28-Niederlage gegen Deutschland in Oldenburg am 4. April 2014. Er stand im Aufgebot für die Europameisterschaften 2016 (12. Platz), 2018 (14. Platz) und 2022 (15. Platz) sowie für die Weltmeisterschaften 2017 (7. Platz), 2019 (10. Platz) und 2021 (5. Platz). Bei der Weltmeisterschaft 2025 warf er 18 Tore in sieben Spielen und belegte mit dem Team den 8. Platz.
Bisher bestritt er 124 Länderspiele, in denen er 367 Tore erzielte.